# Gia đình Solo (Chiến tranh giữa các vì sao)
Gia đình Solo là một gia đình hư cấu xuất hiện trong loạt sử thi Star Wars.

## Thành viên (Canon)

### Han Solo
Han xuất hiện lần đầu trong Star Wars (1977) và thể hiện bởi Harrison Ford. Sau khi tham gia vào nhiệm vụ giải cứu công chúa Leia và hủy diệt Ngôi Sao Chết, ông và người bạn Chewbacca tham gia vào quân Nổi dậy. Trong The Empire Strikes Back (1980), ông yêu Leia Organa và trở thành thủ lĩnh của quân Nổi dậy. Sau này, Han có con với Leia là Ben Solo.

### Leia Organa
Leia xuất hiện lần đầu trong Star Wars (1977) và thể hiện bởi Carrie Fisher. Cô là công chúa của Alderaan, thành viên của Hội đồng Đế Chế và điệp viên quân Nổi Dậy. Cô là con của Darth Vader, Padme Amidala và là em song sinh của Luke Skywalker. Qua bộ sử thi, cô trở thành một thành viên quan trọng của quân Nổi Dậy, sau này, là thành viên của Nền Cộng hòa mới và nữ tướng của quân Kháng chiến. Cô yêu Han và có con trai, Ben Solo.

### Ben Solo
Sau cuộc chiến kết thúc, Han và Leia có một người con tên là Ben Solo. Mạnh với Thần lực và được huấn luyện bởi chú của mình Luke Skywalker, tuy vậy, cậu bị chuyển về mặt tối bởi Snoke. Lấy tên là Kylo Ren, cậu là chỉ huy của quân Tổ chức Thứ Nhất có nhiệm vụ tiêu diệt nền Cộng hòa, phe Kháng chiến, và Jedi cuối cùng, Luke Skywalker.

## Thành viên (Legends)
Những nhân vật dưới đây không còn được coi là chính thức khi xếp vào trong loạt sử thi sau khi công ty The Walt Disney Company mua lại Lucasfilm vào năm 2014. 5 năm sau cuộc chiến Endor, Leia và Han sinh được một cặp sinh đôi và sau này trở thành Jedi nhờ Thần lực mạnh mẽ chảy trong gia đình họ. Cặp sinh đôi xếp thứ 16 trong số những nhân vật anh hùng vĩ đại nhất trong Star Wars bởi IGN.

### Jaina Solo

Jaina Solo

Jaina Solo cùng với em trai song sinh của mình, Jacen Solo được tác giả Timothy Zahn sáng tác trong cuốn The Last Command (1994). Jaina là người con gái cả trong gia đình và xuất hiện trong nhiều cuốn tiểu thuyết khác. Cô là thành viên của Trật tự Jedi mới và phi công của đội bay Rogue. Jaina là học trò đồng thời là cháu của Mara Jade. Sau khi Jacen bị lùa về mặt tối, cô phải giết chính đứa em của mình.

### Jacen Solo
Jacen Solo là em trai và em song sinh của Jaina. Sau này, cậu bị lùa về mặt tối và trở thành Darth Ceadus, cuối cùng bị giết bởi chị của mình.